# Peter Poreku Dery

Cardinalul Peter Poreku Dery (n. 10 mai 1918, Zemuopare-Ko, Ghana - d. 6 martie 2008, Tamale, Ghana) a fost arhiepiscop catolic de Tamale.

## Viața
Peter Poreku Dery a fost al patrulea din cei zece copii ai unui preot fetișist din tribul Dagaba. A studiat filosofia și teologia la seminariile din Navrongo și Wiagha. La 11 februarie 1951 a fost hirotonit preot de către episcopul Gérard Bertrand din Tamale. O perioadă a fost duhovnic. În 1958 a obținut o diplomă în științe sociale la Universitatea Sfântul Francis Xavier din Canada și titlul de doctor în teologie la Institutul pentru Pregătire Pastorală și Cateheză „Lumen vitae” din Bruxelles. Începând cu 1959 a fost numit vicar general în localitatea Tamale.
În 1961 a fost numit de către papa Ioan al XXIII-lea episcop titular al diocezei Wa din Nordul Ghanei. Hirotonia a fost celebrată în Roma de către Ioan al XXIII-lea împreună cu episcopii Napoléon-Alexandre Labrie, Episcopul Golfului Sfântul Laurențiu (Canada) și Fulton John Sheen, episcopul vicar al New York -ului. A fost unul dintre participanții la Conciliul Vatican II. În 1972 a fost numit administrator apostolic al diocezei Tamale și în 1974 a devenit din dispoziția papei Paul al VI-lea, episcop titular al aceleiași dioceze. Din 1977 prin ridicarea episcopiei la rang de arhiepiscopie a devenit arhiepiscop.
În consistoriul din 24 martie 2006 a fost numit în colegiul cardinalilor electori de către papa  Benedict al XVI-lea, drept cardinal diacon cu titlul Sant' Elena fuori Porta Prenestina.

## Scrieri
Peter Poreku Dery: From Assistant Fetish Priest to Archbishop: Studies in Honour of Archbishop Dery - Vantage Press 1987, ISBN 0533072271.